# لو چن جونگ
لو چن جونگ (انگلیسی: Lo Chen-jung؛ زادهٔ ۳۰ نوامبر ۱۹۶۱) بازیکن بیسبال اهل تایوان است.